# Републикански път III-593
Републикански път IIІ-593 е третокласен път, част от Републиканската пътна мрежа на България, преминаващ по територията на области Кърджали и Хасково. Дължината му е 38,1 км.
Пътят се отклонява наляво при 49 км на Републикански път II-59 на билото източнородопския рид Ирантепе и се насочва на север. След 3,4 км навлиза в Кърджалийска област, преминава през село Падало и слиза по северния склон на рида в долината на река Арда. Пресича реката, отново навлиза в Хасковска област, насочва се на север и постепенно се изкачва по южния склон на рида Гората. Преминава през селата Маджари и Силен, преодолява билото на рида и се спуска по северния му склон в долината на река Бързей (десен приток на Харманлийска река). Преминава през село Долно Ботево и в село Голям извор се съединява с Републикански път III-505 при неговия 24,1 км.
| Пътища, отклоняващи се надясно (населено място, № на пътя, посока на пътя) | Км   | Пътища, отклоняващи се наляво (посока на пътя, № на пътя, населено място)                                         |
| -------------------------------------------------------------------------- | ---- | --- |
| Община Ивайловград, Област Хасково, II-59, 49 км ←                         | 0,0  | ← 49 км, II-59, Област Хасково, Община Ивайловград                                                                |
| Община Крумовград, Област Кърджали                                         | 3,4  | Област Кърджали, Община Крумовград                                                                                |
|                                                                            | 5,6  | → общински път (за с. Сбор)                                                                                       |
| с. Падало                                                                  | 6,8  | с. Падало |
| (за с. Кожухарци) общински път ←                                           | 11,3 | |
| (за с. Орешари) общински път ←                                             | 12,8 | |
| (за с. Котлари) общински път ←                                             | 18,2 | |
| Община Стамболово, Област Хасково, (за с. Долно Черковище) общински път ←  | 18,5 | Област Хасково, Община Стамболово                                                                                 |
|                                                                            | 23,1 | ← 32,6 км, III-591 (от с. Вранско)                                                                                |
| (за с. Войводенец) общински път, с. Маджари ←                              | 25,7 | с. Маджари |
|                                                                            | 27,3 | → общински път (за с. Воденци)                                                                                    |
| (от гр. Харманли) III-808, 44,3 км, с. Силен →                             | 27,8 | с. Силен |
|                                                                            | 32,0 | ← 21,6 км, III-5072 (от с. Мъдрец)                                                                                |
| с. Долно Ботево                                                            | 36,1 | с. Долно Ботево                                                                                                   |
| (до 362,3 км на I-8) III-505, 24,1 км, с. Голям извор ← .                  | 38,1 | ← с. Голям извор, 24,1 км, III-505 (от 301,3 км на I-5) ← с. Голям извор, 15 км, III-5074 (от 36,1 км на III-507) |